# E711
La ruta europea E711 és una carretera que forma part de la Xarxa de carreteres europees. Comença a Lió (França) i finalitza a Grenoble (França). Té una longitud de 105 km. Té una orientació de nord a sud.